# Лоу, Денис
Де́нис Ло́у (англ. Denis Law; 24 февраля 1940, Абердин — 17 января 2025, там же) — шотландский футболист, один из лучших игроков в истории британского футбола. Его отличительной особенностью на поле было развитое голевое чутьё, позволявшее ему забивать много голов разнообразными способами: дальним ударом, головой, на добивании, с лёту, в падении через себя и т. д.
Лоу наиболее известен по своей 11-летней карьере в английском клубе «Манчестер Юнайтед». Играя в связке с легендарными игроками «Юнайтед» Бобби Чарльтоном и Джорджем Бестом, он завоевал два титула чемпиона Англии, Кубок Англии и Кубок европейских чемпионов, а также стал единственным шотландским футболистом в истории, удостоившимся награды «Золотой мяч». Он занимает третье место в списке лучших бомбардиров «Манчестер Юнайтед» всех времён (237 голов в 404 официальных матчах) и удерживает рекорд клуба по количеству забитых мячей в сезоне (46 в сезоне 1963/64). За свою карьеру в «Юнайтед» Лоу сделал 14 «хет-триков» и 4 «покера».
За сборную Шотландии Лоу выступал на протяжении 16 лет, проведя в общей сложности 55 матчей и забив 30 голов. Этот результат сделал его лучшим (наряду с Кенни Далглишем) бомбардиром команды за всю историю. В ноябре 2006 года Шотландская футбольная ассоциация признала Лоу лучшим игроком шотландского футбола за последние 50 лет.

## Ранние годы
Лоу родился в Абердине, Шотландия, в семье рыбака Джорджа Лоу и его жены Робины. Он был младшим из семерых детей в семье. Семья Лоу жила бедно, и первую пару футбольных бутс Денис получил в подарок от соседей.
Денис с детства болел за «Абердин» и посещал домашние матчи клуба, когда у него были деньги. Он так сильно любил футбол, что отказался от места в Абердинской средней школе, так как там ему пришлось бы играть в регби. Вместо этого, он пошёл в Академию Поуис в Абердине, где играл в футбол за школьную команду. Несмотря на сильное косоглазие, он показал свой талант, когда переквалифицировался из защитника в левого инсайда. Его вызывали в школьную сборную Шотландии.

## Клубная карьера

### «Хаддерсфилд Таун»
В сезоне 1954/55 его заметил Арчи Битти, скаут футбольного клуба «Хаддерсфилд Таун», который пригласил его на просмотр. После просмотра, главный тренер «Хаддерсфилда» сказал: «Странный паренёк. Я никогда не видел никого менее пригодного для футбола — слабого, щуплого и в очках». Однако, к удивлению Лоу, клуб заключил с ним контракт 3 апреля 1955 года. Позднее, уже выступая за «Хаддерсфилд», Лоу перенёс операцию по коррекции косоглазия, которая прошла успешно и сильно повысила его самооценку.
Из-за вылета «Хаддерсфилда» во Второй дивизион Лоу было проще получить игровую практику, и он дебютировал за клуб 24 декабря 1956 года, в возрасте 16 лет, в матче против «Ноттс Каунти» («Хаддерсфилд» победил со счётом 2:0). Вскоре главный тренер «Манчестер Юнайтед» Мэтт Басби предложил за Лоу £10 000 (значительная сумма на тот период времени), но клуб отказался продавать игрока. С 1957 по 1959 годы главным тренером «Хаддерсфилда» был Билл Шенкли, и после своего ухода в «Ливерпуль» он хотел взять Лоу с собой, но в тот период «Ливерпуль» не мог себе позволить таких финансовых затрат.

### «Манчестер Сити»
В марте 1960 года Лоу подписал контракт с «Манчестер Сити». Его трансфер установил новый британский трансферный рекорд в £55 000, хотя сам Лоу «практически ничего» не получил из этой суммы. Хотя «Сити» выступал в Первом дивизионе, клуб едва не вылетел во Второй дивизион сезоном ранее, и Лоу полагал, что «Хаддерсфилд» был на тот момент более сильной командой. 19 марта 1960 года Лоу сыграл свой первый матч за «Сити», забив гол во встрече с «Лидс Юнайтед». В апреле 1961 года Лоу сделал «дубль» в ворота «Астон Виллы», которую «Сити» победил со счётом 4:1, тем самым сохранив себе место в Первом дивизионе.
Хотя Лоу думал об уходе из «Сити», сезон 1960/61 он провёл удачно, забив в общей сложности 23 гола. В 1961 году он забил 6 мячей в ворота «Лутон Таун» в матче Кубка Англии, но за 20 минут до окончания встречи матч был прекращён и эти голы засчитаны не были. В переигровке матча «Лутон» одержал победу со счётом 3:1, а «Сити» вылетел из Кубка Англии.
Хотя Лоу наслаждался своей игрой за «Сити», ему хотелось выступать за более успешную команду, и летом 1961 года он перешёл в итальянский клуб «Торино».

### «Торино»
Сразу после прибытия Лоу в Италию другой итальянский клуб, «Интернационале», попытался помешать переходу Дениса в «Торино», заявив, что последний ранее подписал предварительное соглашение с «Интером». Однако, ещё до начала сезона, «Интер» отказался от своих претензий.
В Италии незадолго до этого были отменены ограничения на максимальный размер зарплаты для футболистов. Лоу был приятно удивлён предсезонной подготовкой, которая проходила в Альпах, а футболисты располагались в роскошном отеле. «Торино» платил игрокам зарплату в зависимости от результатов выступлений команды: в случае победы игроки получали «мешки денег», а в случае поражений не получали почти ничего. Как и многие британские футболисты, приезжавшие в Италию, Лоу не любил сверхоборонительный стиль игры «катеначчо», популярный среди итальянских команд, и с трудом переживал адаптацию.
7 февраля 1962 году Лоу попал в автокатастрофу вместе со своим одноклубником Джо Бейкером. Бейкер получил очень серьёзные травмы и был на грани смерти, тогда как повреждения Лоу опасности для его жизни не представляли.
К апрелю 1962 года Лоу запросил трансфер, но его просьба была проигнорирована. Начал нарастать конфликт между Лоу и тренерским штабом. В матче против «Наполи» Лоу был удалён с поля. После матча стало известно, что тренер «Торино» попросил судью удалить Лоу, так как был рассержен на него за то, что Лоу вбросил мяч из аута, хотя тренер сказал ему не делать этого. Лоу покинул поле, после чего ему сообщили, что он покинет команду и перейдёт в «Манчестер Юнайтед». Через несколько дней ему сообщили, что он будет продан в «Ювентус», так как якобы в его контракте был пункт, согласно которому он обязан был перейти в другой клуб вне зависимости от его предпочтений, если этого желает руководство «Торино». Лоу проигнорировал это заявление и спокойно улетел домой в Абердин, прекрасно понимая, что «Торино» не получит ни пении за его трансфер, если он откажется играть за «Ювентус».
В конце концов, 10 июля 1962 года Лоу перешёл в «Манчестер Юнайтед» за рекордные для британского футбола £115 000.

### «Манчестер Юнайтед»
Лоу вернулся в Манчестер, поселившись в том же доме, где он жил во времена своих выступлений за «Манчестер Сити». Его дебют за «Юнайтед» состоялся 18 августа 1962 года в игре против «Вест Бромвич Альбион», в которой он отличился голом уже на 7-й минуте. Матч закончился вничью со счётом 2:2. В этот период «Юнайтед» переживал переходный период после мюнхенской трагедии, и поэтому выступал нестабильно. В сезоне 1962/63 клуб боролся за выживание в Первом дивизионе. В матче чемпионата против «Лестер Сити» Лоу сделал хет-трик, но «Юнайтед» всё равно потерпел поражение. В Кубке Англии клуб выступал более успешно. Так, в матче против «Хаддерсфилда» Лоу сделал хет-трик в ворота своего бывшего клуба, а «Юнайтед» победил со счётом 5:0. Клуб вышел в финал Кубка Англии, где встретился с «Лестер Сити». «Лестер» считался явным фаворитом в финальном матче, финишировав в лиге на 4-м месте. Первый гол в матче забил Лоу, а «Юнайтед» одержал победу со счётом 3:1. Это был первый и единственный Кубок Англии в коллекции трофеев Лоу за всю его карьеру. В декабре 1962 года Денис Лоу женился на девушке по имени Диана.
В это время произошёл инцидент, последствия которого, по признанию Лоу, он ощущал ещё долгие годы. В матче против «Вест Бромвича» 15 декабря 1962 года главный арбитр матча Гилберт Паллин постоянно провоцировал Лоу насмешками типа «Ты чёртов умник, ты не умеешь играть». После матча Лоу и Мэтт Басби обратились с жалобой по этому поводу в Футбольную ассоциацию. Дисциплинарный комитет вынес Паллину серьёзное предупреждение, но он не признал вердикт и отказался в дальнейшем судить матчи. Позднее Лоу признался, что «в глазах некоторых судей, [Лоу] стал человеком, которого взяли на заметку», а тот инцидент повлёк «сокрушительно тяжёлые наказания» от судей в его дальнейшей карьере.
В начале сезона 1963/64 Лоу регулярно забивал за клуб, и был приглашён в команду Остального мира (Rest of the World), которая сыграла против сборной Англии на «Уэмбли». В этой игре он забил один гол, который, как он позднее признался, стал величайшей честью в его карьере. Этот сезон был прерван для него 28-дневной дисквалификацией за удаление в матче против «Астон Виллы». Из-за необычно холодной зимы «Юнайтед» вынужден был играть большое количество матчей на протяжении короткого промежутка времени, а отсутствие Лоу отрициально сказалось на результатах команды. Позднее сам Лоу сказал, что его дисквалификация стала основной причиной, из-за которой «Юнайтед» не выиграл трофеев в том сезоне.

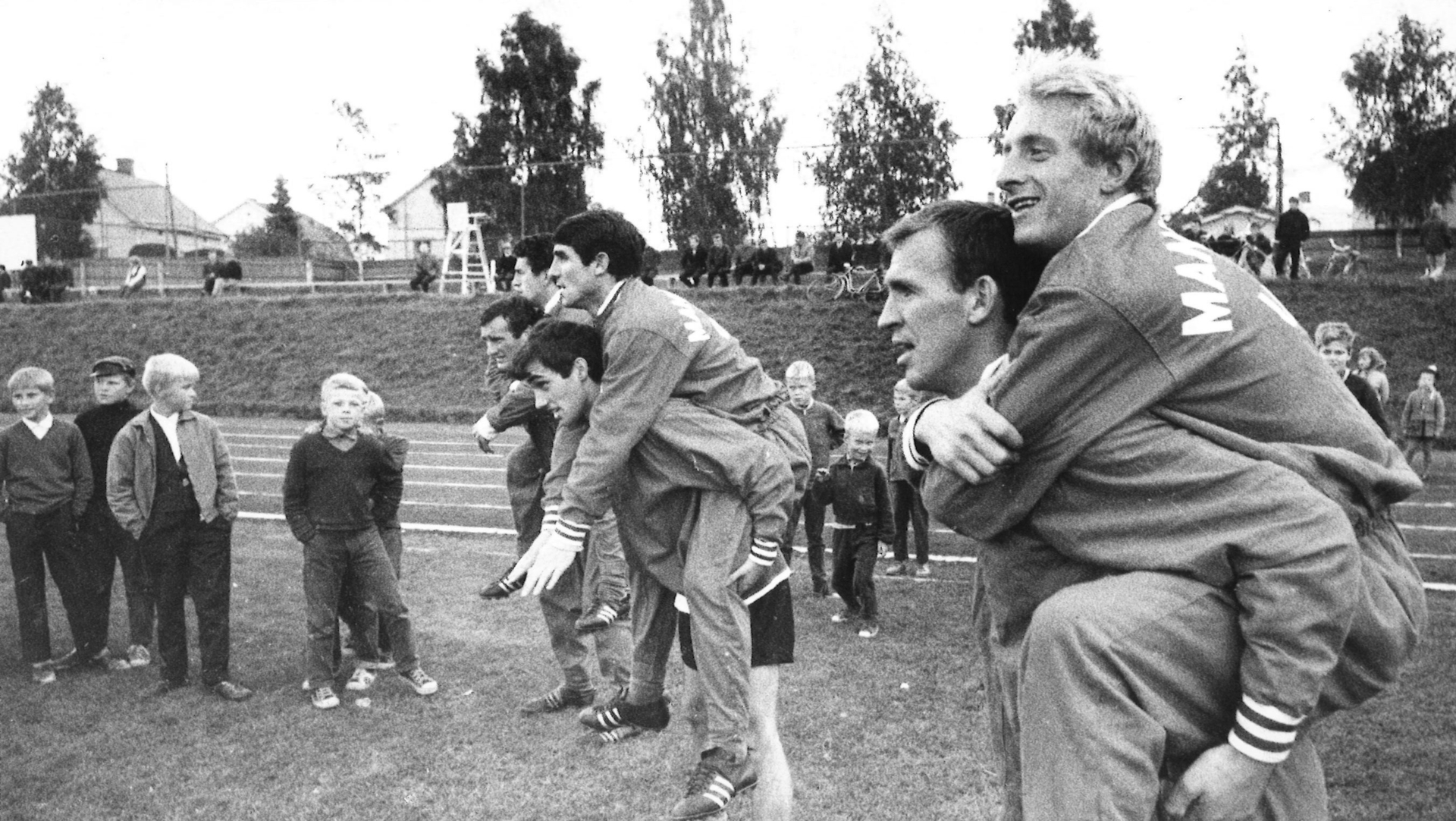
Лоу (крайний справа) в 1965 году с партнёрами по «Манчестер Юнайтед»

В следующем сезоне Лоу получил награду «Футболист года в Европе», а «Манчестер Юнайтед» выиграл свой первый чемпионский титул после мюнхенской трагедии.
21 октября 1965 года Лоу получил травму правого колена в матче между сборными Шотландии и Польши. Ещё во время выступлений за «Хаддерсфилд» у него была операция на этом колене, и эта травма преследовала его на протяжении всей оставшейся карьеры.
В 1966 году Лоу потребовал у главного тренера «Юнайтед» Мэтта Басби прибавку к зарплате при продлении контракта, и угрожал покинуть клуб, если он её не получит. Басби немедленно выставил Лоу на трансфер, заявив, что «ни один игрок не может ставить условия клубу и требовать выкупа». Когда Лоу вновь встретился с Басби, последний предъявил ему для подписи официальное письменное извинение, после чего продемонстрировал его прессе. Позднее Лоу признался, что Басби использовал этот случай, чтобы предупредить других игроков не поступать так же, хотя тайно всё-таки согласился поднять его зарплату.
В 1968 году «Юнайтед» выиграл Кубок европейских чемпионов, но из-за травмы колена Лоу пропустил полуфинал и финал и не получил золотую медаль. Он регулярно делал инъекции кортизона, чтобы облегчить боль, но выступления с травмированным коленом лишь усугубляли травму. В январе 1968 года он посетил специалиста, который составил письмо в «Юнайтед», в котором рекомендовал новую операцию на колене. Лоу никому не показывал это письмо на протяжении нескольких лет, и тренировался в обычном режиме.
В сезоне 1968/69 «Юнайтед» достиг полуфинала Кубка европейских чемпионов, в котором встретился с «Миланом». Первый матч на «Сан Сиро» завершился со счётом 2:0 в пользу «Милана», в ответном матче на «Олд Траффорд» победу одержал «Юнайтед» со счётом 1:0 благодаря единственному голу Бобби Чарльтона. Лоу утверждает, что он забил ещё один гол в этом матче, когда мяч после его удара пересёк линию ворот, но его выбил защитник «Милана». Однако судья момента не видел и гол не засчитал, поэтому «Юнайтед» не попал в финал. По окончании сезона Мэтт Басби, посвящённый в рыцари, ушёл в отставку с поста главного тренера команды. После этого начался закат «Манчестер Юнайтед».

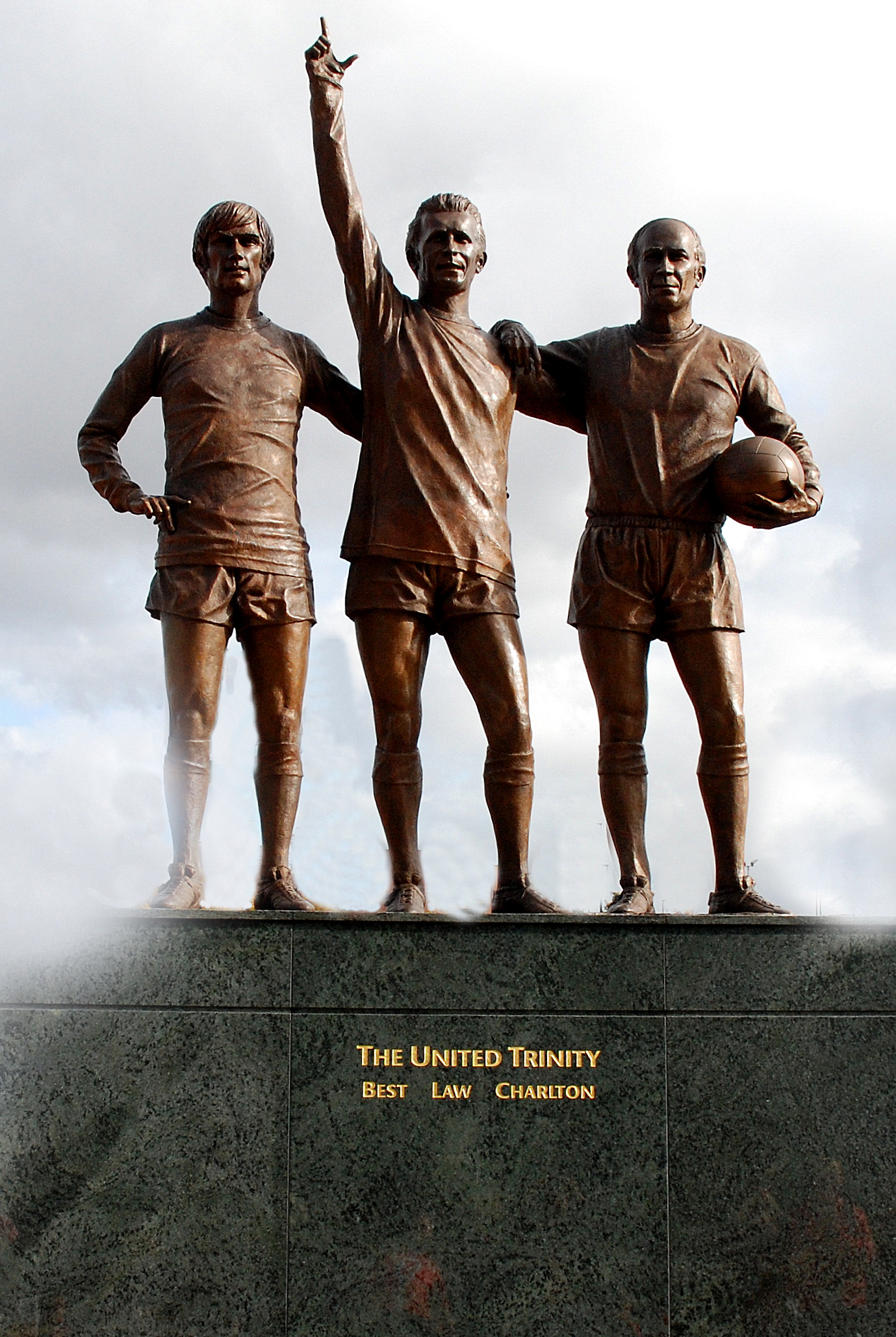
Памятник легендам «Манчестер Юнайтед» (слева направо): Джордж Бест, Денис Лоу, Бобби Чарльтон

Уилф Макгиннесс был назначен новым тренером клуба в начале сезона 1969/70. В этом сезоне «Юнайтед» занял в чемпионате восьмое место, а Лоу пропустил большую его часть из-за травмы. В апреле 1970 года он был выставлен на трансфер с выкупной стоимостью в £60 000. Однако никто не выказал желания купить его, поэтому он остался в «Юнайтед».
После неудачного сезона 1970/71 главным тренером клуба был назначен Фрэнк О’Фаррелл. Сезон 1971/72 команда начала удачно, к концу 1971 года возглавляя турнирную таблицу чемпионата с отрывом в 5 очков от второго места. На тот момент на голевом счету Лоу было 12 голов. Однако, в новом году результаты ухудшились, и «Юнайтед» финишировал лишь на 8-м месте. В первом матче сезона 1972/73 Лоу отметился голом, но его вновь начала беспокоить травма колена, и на протяжении оставшегося сезона он не забил ни одного мяча в чемпионате. Команда также выступала неудачно, и О’Фаррелл был уволен.
Лоу рекомендовал совету директоров пригласить на должность главного тренера Томми Дохерти, зная его по работе в качестве тренера сборной Шотландии. Клуб прислушался к рекомендации Лоу, и под руководством Дохерти клуб стал демонстрировать более уверенные результаты, поднявшись в середину турнирной таблицы.
Дохерти отпустил Лоу в качестве свободного агента летом 1973 года. Лоу провёл 11 лет в «Манчестер Юнайтед», забив за клуб 237 голов в 404 матчах. Долгое время он был вторым бомбардиром в истории клуба, уступая только результату Бобби Чарльтона, но в 2016 году по количеству забитых голов за манкунианцев Лоу обошёл ещё и Уэйн Руни.

### Возвращение в «Сити»
В 1973 году Лоу вернулся в «Сити». Он сыграл в финале Кубка Футбольной лиги, в котором «Сити» проиграл «Вулверхэмптону» со счётом 1:2. В последней игре чемпионата сезона 1973/74 «Сити» играл против «Манчестер Юнайтед» на «Олд Траффорд». Лоу забил в этом матче гол пяткой в ворота своего бывшего клуба, гарантировав «Сити» победу со счётом 1:0. Лоу не праздновал этот гол, так как полагал, что из-за этого гола «Юнайтед» вылетит из Первого дивизиона (потом выяснилось, что даже если «Юнайтед» сыграл вничью, он всё равно бы вылетел во Второй дивизион). Лоу покинул поле с опущенной головой и сразу же был заменён. Это был последний клубный матч Лоу в его профессиональной карьере.
У него оставался контракт с «Манчестер Сити», но главный тренер «Сити» Тони Бук сказал Лоу, что он может рассчитывать лишь на игры резервного состава. Лоу отказался от такого продолжения карьеры и летом 1974 года завершил профессиональную карьеру футболиста.

## Карьера в сборной
18-летний Лоу не был вызван в сборную Шотландии для участия в чемпионате мира летом 1958 года, но уже осенью дебютировал за сборную. Это был матч против сборной Уэльса 18 октября 1958 года, Лоу отметился голом. Лоу быстро закрепился в основном составе шотландской сборной. Он сыграл в матче против сборной Англии 15 апреля 1961 года. Шотландия проиграла в этом матче со счётом 9:3, а Лоу описал это поражение как «самый мрачный день».
7 ноября 1962 года сделал покер в ворота сборной Северной Ирландии в матче чемпионата Британии (5:1). Спустя ровно год отметился покером в ворота сборной Норвегии в товарищеском матче (6:1). На счету 23-летнего Лоу стало 20 голов в 22 матчах за сборную. Однако после этого никогда не забивал за сборную более одного мяча за матч.
Выступая за «Торино», Лоу продолжал играть за Шотландию, хотя итальянский клуб неохотно отпускал его на матчи сборной. В контракте с футболистом было положение, согласно которому клуб имел право не отпускать Лоу на матчи национальной сборной.
21 октября 1965 года в матче против сборной Польши Лоу травмировал правое колено — в дальнейшем, эта травма регулярно давала о себе знать. 15 апреля 1967 года Лоу забил гол в матче против сборной Англии на Домашнем чемпионате Британии: Шотландия победила со счётом 3:2, одолев англичан, которые менее чем год назад стали чемпионами мира. В этом же сезоне «Манчестер Юнайтед» стал чемпионом Англии, но Лоу считал победу Шотландии над Англией даже более важной.
Шотландия попала на чемпионат мира 1974 года, впервые с 1958 года. В отборочной группе шотландцы, в рядах которых уже блистал молодой Кенни Далглиш, опередили команды Чехословакии и Дании. Лоу был включён в состав сборной на финальный турнир и сыграл в первом матче на чемпионате против сборной Заира. Ему не удалось отличиться голом, хотя Шотландия победила со счётом 2:0. Лоу был «очень разочарован» тем фактом, что тренер не включил его в состав на следующие матчи против сборной Бразилии и Югославии. Хотя Шотландия не проиграла ни одного матча, она не смогла квалифицироваться во вторую стадию и выбыла из турнира. Матч против Заира стал последним для Лоу за сборную.

### Матчи Лоу за сборную Шотландии
| Матчи и голы Лоу за сборную Шотландии | Матчи и голы Лоу за сборную Шотландии | Матчи и голы Лоу за сборную Шотландии | Матчи и голы Лоу за сборную Шотландии | Матчи и голы Лоу за сборную Шотландии | Матчи и голы Лоу за сборную Шотландии |
| ------------------------------------- | ------------------------------------- | ------------------------------------- | ------------------------------------- | ------------------------------------- | ------------------------------------- |
| №                                     | Дата                                  | Соперник                              | Счёт                                  | Голы Лоу                              | Соревнование                          |
| 1                                     | 18 октября 1958                       | Уэльс                                 | 3:0                                   | 1                                     | Чемпионат Британии 1958/59            |
| 2                                     | 5 ноября 1958                         | Северная Ирландия                     | 2:2                                   | -                                     | Чемпионат Британии 1958/59            |
| 3                                     | 27 мая 1959                           | Нидерланды                            | 2:1                                   | -                                     | Товарищеский матч                     |
| 4                                     | 3 июня 1959                           | Португалия                            | 0:1                                   | -                                     | Товарищеский матч                     |
| 5                                     | 3 октября 1959                        | Северная Ирландия                     | 4:0                                   | -                                     | Чемпионат Британии 1959/60            |
| 6                                     | 4 ноября 1959                         | Уэльс                                 | 1:1                                   | -                                     | Чемпионат Британии 1959/60            |
| 7                                     | 9 апреля 1960                         | Англия                                | 1:1                                   | -                                     | Чемпионат Британии 1959/60            |
| 8                                     | 4 мая 1960                            | Польша                                | 2:3                                   | 1                                     | Товарищеский матч                     |
| 9                                     | 29 мая 1960                           | Австрия                               | 1:4                                   | -                                     | Товарищеский матч                     |
| 10                                    | 9 ноября 1960                         | Северная Ирландия                     | 5:2                                   | 1                                     | Чемпионат Британии 1960/61            |
| 11                                    | 15 апреля 1961                        | Англия                                | 3:9                                   | -                                     | Чемпионат Британии 1960/61            |
| 12                                    | 26 сентября 1961                      | Чехословакия                          | 3:2                                   | 2                                     | Отборочные матчи ЧМ-1962              |
| 13                                    | 29 ноября 1961                        | Чехословакия                          | 2:2                                   | -                                     | Отборочные матчи ЧМ-1962              |
| 14                                    | 14 апреля 1962                        | Англия                                | 2:0                                   | -                                     | Чемпионат Британии 1961/62            |
| 15                                    | 20 октября 1962                       | Уэльс                                 | 3:2                                   | 1                                     | Чемпионат Британии 1962/63            |
| 16                                    | 7 ноября 1962                         | Северная Ирландия                     | 5:1                                   | 4                                     | Чемпионат Британии 1962/63            |
| 17                                    | 6 апреля 1963                         | Англия                                | 2:1                                   | -                                     | Чемпионат Британии 1962/63            |
| 18                                    | 8 мая 1963                            | Австрия                               | 4:1                                   | 2                                     | Товарищеский матч                     |
| 19                                    | 4 июня 1963                           | Норвегия                              | 3:4                                   | 3                                     | Товарищеский матч                     |
| 20                                    | 9 июня 1963                           | Ирландия                              | 0:1                                   | -                                     | Товарищеский матч                     |
| 21                                    | 13 июня 1963                          | Испания                               | 6:2                                   | 1                                     | Товарищеский матч                     |
| 22                                    | 7 ноября 1963                         | Норвегия                              | 6:1                                   | 4                                     | Товарищеский матч                     |
| 23                                    | 20 ноября 1963                        | Уэльс                                 | 2:1                                   | 1                                     | Чемпионат Британии 1963/64            |
| 24                                    | 11 апреля 1964                        | Англия                                | 1:0                                   | -                                     | Чемпионат Британии 1963/64            |
| 25                                    | 12 мая 1964                           | ФРГ                                   | 2:2                                   | -                                     | Товарищеский матч                     |
| 26                                    | 3 октября 1964                        | Уэльс                                 | 2:3                                   | -                                     | Чемпионат Британии 1964/65            |
| 27                                    | 21 октября 1964                       | Финляндия                             | 3:1                                   | 1                                     | Отборочные матчи ЧМ-1966              |
| 28                                    | 25 ноября 1964                        | Северная Ирландия                     | 3:2                                   | -                                     | Чемпионат Британии 1964/65            |
| 29                                    | 10 апреля 1965                        | Англия                                | 2:2                                   | 1                                     | Чемпионат Британии 1964/65            |
| 30                                    | 8 мая 1965                            | Испания                               | 0:0                                   | -                                     | Товарищеский матч                     |
| 31                                    | 23 мая 1965                           | Польша                                | 1:1                                   | 1                                     | Отборочные матчи ЧМ-1966              |
| 32                                    | 27 мая 1965                           | Финляндия                             | 2:1                                   | -                                     | Отборочные матчи ЧМ-1966              |
| 33                                    | 2 октября 1965                        | Северная Ирландия                     | 2:3                                   | -                                     | Чемпионат Британии 1965/66            |
| 34                                    | 13 октября 1965                       | Польша                                | 1:2                                   | -                                     | Отборочные матчи ЧМ-1966              |
| 35                                    | 2 апреля 1966                         | Англия                                | 3:4                                   | 1                                     | Чемпионат Британии 1965/66            |
| 36                                    | 22 октября 1966                       | Уэльс                                 | 1:1                                   | 1                                     | Отборочные матчи ЧЕ-1968              |
| 37                                    | 15 апреля 1967                        | Англия                                | 3:2                                   | 1                                     | Отборочные матчи ЧЕ-1968              |
| 38                                    | 10 мая 1967                           | СССР                                  | 0:2                                   | -                                     | Товарищеский матч                     |
| 39                                    | 21 октября 1967                       | Северная Ирландия                     | 0:1                                   | -                                     | Отборочные матчи ЧЕ-1968              |
| 40                                    | 6 ноября 1968                         | Австрия                               | 2:1                                   | 1                                     | Отборочные матчи ЧМ-1970              |
| 41                                    | 16 апреля 1969                        | ФРГ                                   | 1:1                                   | -                                     | Отборочные матчи ЧМ-1970              |
| 42                                    | 6 мая 1969                            | Северная Ирландия                     | 1:1                                   | -                                     | Чемпионат Британии 1969               |
| 43                                    | 26 апреля 1972                        | Перу                                  | 2:0                                   | 1                                     | Товарищеский матч                     |
| 44                                    | 20 мая 1972                           | Северная Ирландия                     | 2:0                                   | 1                                     | Чемпионат Британии 1972               |
| 45                                    | 24 мая 1972                           | Уэльс                                 | 1:0                                   | -                                     | Чемпионат Британии 1972               |
| 46                                    | 27 мая 1972                           | Англии                                | 0:1                                   | -                                     | Чемпионат Британии 1972               |
| 47                                    | 29 июня 1972                          | Югославия                             | 2:2                                   | -                                     | Кубок независимости Бразилии          |
| 48                                    | 2 июля 1972                           | Чехословакия                          | 0:0                                   | -                                     | Кубок независимости Бразилии          |
| 49                                    | 5 июля 1972                           | Бразилия                              | 0:1                                   | -                                     | Кубок независимости Бразилии          |
| 50                                    | 26 сентября 1973                      | Чехословакия                          | 2:1                                   | -                                     | Отборочные матчи ЧМ-1974              |
| 51                                    | 17 октября 1973                       | Чехословакия                          | 0:1                                   | -                                     | Отборочные матчи ЧМ-1974              |
| 52                                    | 14 ноября 1973                        | ФРГ                                   | 1:1                                   | -                                     | Товарищеский матч                     |
| 53                                    | 27 марта 1974                         | ФРГ                                   | 1:2                                   | -                                     | Товарищеский матч                     |
| 54                                    | 11 мая 1974                           | Северная Ирландия                     | 0:1                                   | -                                     | Чемпионат Британии 1974               |
| 55                                    | 14 июня 1974                          | Заир                                  | 2:0                                   | -                                     | Финальные матчи ЧМ-1974               |

Итого: 55 матчей / 30 голов; 24 победы, 14 ничьих, 17 поражений

### Матчи Лоу за молодёжную сборную Шотландии
| Матчи и голы Лоу за сборную Шотландии (до 23 лет) | Матчи и голы Лоу за сборную Шотландии (до 23 лет) | Матчи и голы Лоу за сборную Шотландии (до 23 лет) | Матчи и голы Лоу за сборную Шотландии (до 23 лет) | Матчи и голы Лоу за сборную Шотландии (до 23 лет) | Матчи и голы Лоу за сборную Шотландии (до 23 лет) |
| ------------------------------------------------- | ------------------------------------------------- | ------------------------------------------------- | ------------------------------------------------- | ------------------------------------------------- | ------------------------------------------------- |
| №                                                 | Дата                                              | Соперник                                          | Счёт                                              | Голы Лоу                                          | Соревнование                                      |
| 1                                                 | 25 ноября 1959                                    | Уэльс                                             | 1:1                                               | -                                                 | Товарищеский матч                                 |
| 2                                                 | 2 марта 1960                                      | Англия                                            | 4:4                                               | -                                                 | Товарищеский матч                                 |
| 3                                                 | 1 марта 1961                                      | Англия                                            | 1:0                                               | 1                                                 | Товарищеский матч                                 |

Итого: 3 матча / 1 гол; 1 победа, 2 ничьи

## Личная жизнь

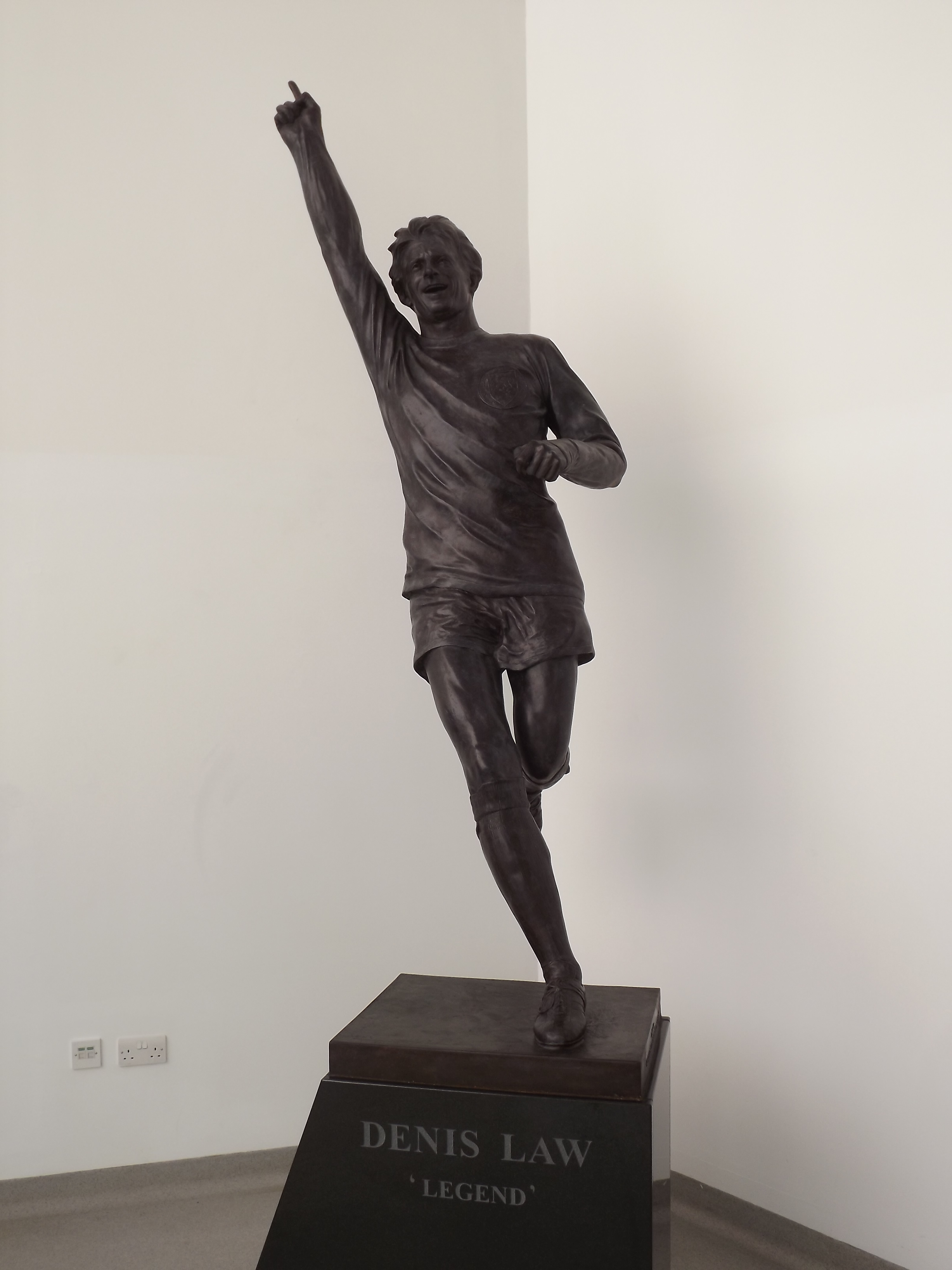

После завершения футбольной карьеры Лоу работал на радио и телевидении, комментируя и анализируя футбольные матчи. Он проживал в Манчестере со своей женой Дианой. У Лоу пятеро детей, а его дочь, которую, как и мать, зовут Диана, работает в пресс-центре «Манчестер Юнайтед».
В 2002 году Лоу был включён в Зал славы английского футбола в знак признания его заслуг перед английским футболом.
23 февраля 2002 года на Западной трибуне стадиона «Олд Траффорд», известной под названием «Стретфорд Энд», была презентована статуя Дениса Лоу. В ноябре 2003 года Лоу успешно перенёс операцию по лечению рака простаты. 5 июля 2005 года Лоу был награждён почётной степенью доктора Университета Абердина.
В 1990-е годы стало известно, что голландский нападающий Деннис Бергкамп получил своё имя в честь Дениса Лоу, так как родители Бергкампа были болельщиками «Манчестер Юнайтед» в 1960-е годы. Голландские власти не дали разрешение назвать ребёнка «Денисом» с одной буквой «н», так как это было слишком похоже на женское имя «Дениз». В итоге, Бергкампа назвали Деннисом.
25 ноября 2005 года Лоу провёл в палате своего умирающего друга Джорджа Беста, который скончался от многочисленных отказов внутренних органов.
В мае 2008 года на стадионе «Сити оф Манчестер» Лоу, вместе с президентом УЕФА Мишелем Платини, вручили медали победителям и финалистам Кубка УЕФА, российскому «Зениту» и шотландскому «Рейнджерс».
В феврале 2010 года Лоу был назван покровителем благотворительной организации футбольной помощи, унаследовав эту должность от сэра Бобби Робсона.
В августе 2021 года стало известно, что у Дениса Лоу диагностирована деменция.
Лоу скончался 17 января 2025 года в возрасте 84 лет.

## Достижения

### Командные достижения
«Манчестер Юнайтед»
- Чемпион Первого дивизиона (2): 1964/65, 1966/67
- Обладатель Кубка европейских чемпионов: 1968
- Обладатель Кубка Англии: 1963
- Обладатель Суперкубка Англии (2): 1965, 1967

### Личные достижения
- Обладатель «Золотого мяча» лучшему футболисту Европы: 1964
- Лучший бомбардир в истории сборной Шотландии: 30 голов[36]
- Лучший бомбардир «Манчестер Юнайтед» в Кубке Англии: 34 гола
- Лучший бомбардир Кубка ярмарок: 1965
- Лучший бомбардир Кубка европейских чемпионов: 1969
- Рекордсмен «Манчестер Юнайтед» по количеству голов в сезоне: 46 голов
- Награда ПФА за заслуги перед футболом: 1970
- Включён в Почётный список игроков сборной Шотландии по футболу: 1988
- Включён в список 100 легенд Футбольной лиги
- Включён в Зал славы английского футбола: 2002
- Обладатель юбилейной награды УЕФА лучшему футболисту Шотландии за последние 50 лет: 2003
- Включён в Зал славы шотландского футбола: 2004

## Статистика выступлений

### Клубная карьера
| Клуб                      | Сезон                     | Лига | Лига | Кубки | Кубки | Еврокубки | Еврокубки | Прочие | Прочие | Итого | Итого |
| Клуб                      | Сезон                     | Игры | Голы | Игры  | Голы  | Игры      | Голы      | Игры   | Голы   | Игры  | Голы  |
| ------------------------- | ------------------------- | ---- | ---- | ----- | ----- | --------- | --------- | ------ | ------ | ----- | ----- |
| Хаддерсфилд Таун          | 1956/57                   | 13   | 2    | 5     | 1     | -         | -         | 0      | 0      | 18    | 3     |
| Хаддерсфилд Таун          | 1957/58                   | 18   | 5    | 2     | 1     | -         | -         | 0      | 0      | 20    | 6     |
| Хаддерсфилд Таун          | 1958/59                   | 26   | 2    | 0     | 0     | -         | -         | 0      | 0      | 26    | 2     |
| Хаддерсфилд Таун          | 1959/60                   | 24   | 7    | 3     | 1     | -         | -         | 0      | 0      | 27    | 8     |
| Хаддерсфилд Таун          | Итого                     | 81   | 16   | 10    | 3     | 0         | 0         | 0      | 0      | 91    | 19    |
| Манчестер Сити            | 1959/60                   | 7    | 2    | 0     | 0     | 0         | 0         | 0      | 0      | 7     | 2     |
| Манчестер Сити            | 1960/61                   | 37   | 19   | 6     | 4     | 0         | 0         | 0      | 0      | 43    | 23    |
| Манчестер Сити            | Итого                     | 44   | 21   | 6     | 4     | 0         | 0         | 0      | 0      | 50    | 25    |
| Торино                    | 1961/62                   | 27   | 10   | 1     | 0     | 0         | 0         | 0      | 0      | 28    | 10    |
| Торино                    | Итого                     | 27   | 10   | 1     | 0     | 0         | 0         | 0      | 0      | 28    | 10    |
| Манчестер Юнайтед         | 1962/63                   | 38   | 23   | 6     | 6     | 0         | 0         | 0      | 0      | 44    | 29    |
| Манчестер Юнайтед         | 1963/64                   | 30   | 30   | 6     | 10    | 5         | 6         | 1      | 0      | 42    | 46    |
| Манчестер Юнайтед         | 1964/65                   | 36   | 28   | 6     | 3     | 10        | 8         | 0      | 0      | 52    | 39    |
| Манчестер Юнайтед         | 1965/66                   | 33   | 15   | 7     | 6     | 8         | 3         | 1      | 0      | 49    | 24    |
| Манчестер Юнайтед         | 1966/67                   | 36   | 23   | 2     | 2     | 0         | 0         | 0      | 0      | 38    | 25    |
| Манчестер Юнайтед         | 1967/68                   | 23   | 7    | 1     | 0     | 3         | 2         | 1      | 1      | 28    | 10    |
| Манчестер Юнайтед         | 1968/69                   | 30   | 14   | 6     | 7     | 7         | 9         | 2      | 0      | 45    | 30    |
| Манчестер Юнайтед         | 1969/70                   | 11   | 2    | 5     | 1     | 0         | 0         | 0      | 0      | 16    | 3     |
| Манчестер Юнайтед         | 1970/71                   | 28   | 15   | 6     | 1     | 0         | 0         | 3      | 1      | 37    | 17    |
| Манчестер Юнайтед         | 1971/72                   | 33   | 13   | 9     | 0     | 0         | 0         | 1      | 0      | 43    | 13    |
| Манчестер Юнайтед         | 1972/73                   | 11   | 1    | 3     | 1     | 0         | 0         | 1      | 1      | 15    | 3     |
| Манчестер Юнайтед         | Итого                     | 309  | 171  | 57    | 37    | 33        | 28        | 10     | 3      | 409   | 239   |
| Манчестер Сити            | 1973/74                   | 24   | 9    | 5     | 3     | 0         | 0         | 1      | 0      | 30    | 12    |
| Манчестер Сити            | 1974/75                   | 0    | 0    | 0     | 0     | 0         | 0         | 2      | 1      | 2     | 1     |
| Манчестер Сити            | Итого                     | 24   | 9    | 5     | 3     | 0         | 0         | 3      | 1      | 32    | 13    |
| Всего за «Манчестер Сити» | Всего за «Манчестер Сити» | 68   | 30   | 11    | 7     | 0         | 0         | 3      | 1      | 82    | 38    |
| Всего за карьеру          | Всего за карьеру          | 485  | 227  | 79    | 47    | 33        | 28        | 13     | 4      | 610   | 306   |

### Выступления за сборную
| Сборная          | Год              | Отборочные матчи ЧМ | Отборочные матчи ЧМ | Финальные матчи ЧМ | Финальные матчи ЧМ | Отборочные матчи ЧЕ | Отборочные матчи ЧЕ | Чемпионат Британии | Чемпионат Британии | КНБ  | КНБ  | Товарищеские матчи | Товарищеские матчи | Итого | Итого |
| Сборная          | Год              | Игры                | Голы                | Игры               | Голы               | Игры                | Голы                | Игры               | Голы               | Игры | Голы | Игры               | Голы               | Игры  | Голы  |
| ---------------- | ---------------- | ------------------- | ------------------- | ------------------ | ------------------ | ------------------- | ------------------- | ------------------ | ------------------ | ---- | ---- | ------------------ | ------------------ | ----- | ----- |
| Шотландия        | 1958             | -                   | -                   | 0                  | 0                  | -                   | -                   | 2                  | 1                  | -    | -    | 0                  | 0                  | 2     | 1     |
| Шотландия        | 1959             | -                   | -                   | -                  | -                  | -                   | -                   | 2                  | 0                  | -    | -    | 2                  | 0                  | 4     | 0     |
| Шотландия        | 1960             | -                   | -                   | -                  | -                  | -                   | -                   | 2                  | 1                  | -    | -    | 2                  | 1                  | 4     | 2     |
| Шотландия        | 1961             | 2                   | 2                   | -                  | -                  | -                   | -                   | 1                  | 0                  | -    | -    | -                  | -                  | 3     | 2     |
| Шотландия        | 1962             | -                   | -                   | -                  | -                  | -                   | -                   | 3                  | 5                  | -    | -    | 0                  | 0                  | 3     | 5     |
| Шотландия        | 1963             | -                   | -                   | -                  | -                  | -                   | -                   | 2                  | 1                  | -    | -    | 5                  | 10                 | 7     | 11    |
| Шотландия        | 1964             | 1                   | 1                   | -                  | -                  | -                   | -                   | 3                  | 0                  | -    | -    | 1                  | 0                  | 5     | 1     |
| Шотландия        | 1965             | 3                   | 1                   | -                  | -                  | -                   | -                   | 2                  | 1                  | -    | -    | 1                  | 0                  | 6     | 2     |
| Шотландия        | 1966             | -                   | -                   | -                  | -                  | 1                   | 1                   | 1                  | 1                  | -    | -    | 0                  | 0                  | 2     | 2     |
| Шотландия        | 1967             | -                   | -                   | -                  | -                  | 2                   | 1                   | -                  | -                  | -    | -    | 1                  | 0                  | 3     | 1     |
| Шотландия        | 1968             | 1                   | 1                   | -                  | -                  | 0                   | 0                   | -                  | -                  | -    | -    | 0                  | 0                  | 1     | 1     |
| Шотландия        | 1969             | 1                   | 0                   | -                  | -                  | -                   | -                   | 1                  | 0                  | -    | -    | 0                  | 0                  | 2     | 0     |
| Шотландия        | 1970             | -                   | -                   | -                  | -                  | 0                   | 0                   | 0                  | 0                  | -    | -    | -                  | -                  | 0     | 0     |
| Шотландия        | 1971             | -                   | -                   | -                  | -                  | 0                   | 0                   | -                  | -                  | -    | -    | 0                  | 0                  | 0     | 0     |
| Шотландия        | 1972             | 0                   | 0                   | -                  | -                  | -                   | -                   | 3                  | 1                  | 3    | 0    | 1                  | 1                  | 7     | 2     |
| Шотландия        | 1973             | 2                   | 0                   | -                  | -                  | -                   | -                   | 0                  | 0                  | -    | -    | 1                  | 0                  | 3     | 0     |
| Шотландия        | 1974             | -                   | -                   | 1                  | 0                  | 0                   | 0                   | 1                  | 0                  | -    | -    | 1                  | 0                  | 3     | 0     |
| Всего за карьеру | Всего за карьеру | 10                  | 5                   | 1                  | 0                  | 3                   | 2                   | 23                 | 11                 | 3    | 0    | 15                 | 12                 | 55    | 30    |